# Ганютино
Ганютино — деревня в Белозерском районе Вологодской области.
Входит в состав Панинского сельского поселения, с точки зрения административно-территориального деления — в Панинский сельсовет.
Расстояние по автодороге до районного центра Белозерска составляет 83 км, до центра муниципального образования деревни Панинская — 16 км. Ближайшие населённые пункты — Карпово, Конец Мондра, Урицкое.
Население по данным переписи 2002 года — 5 человек.